# Буччеллато

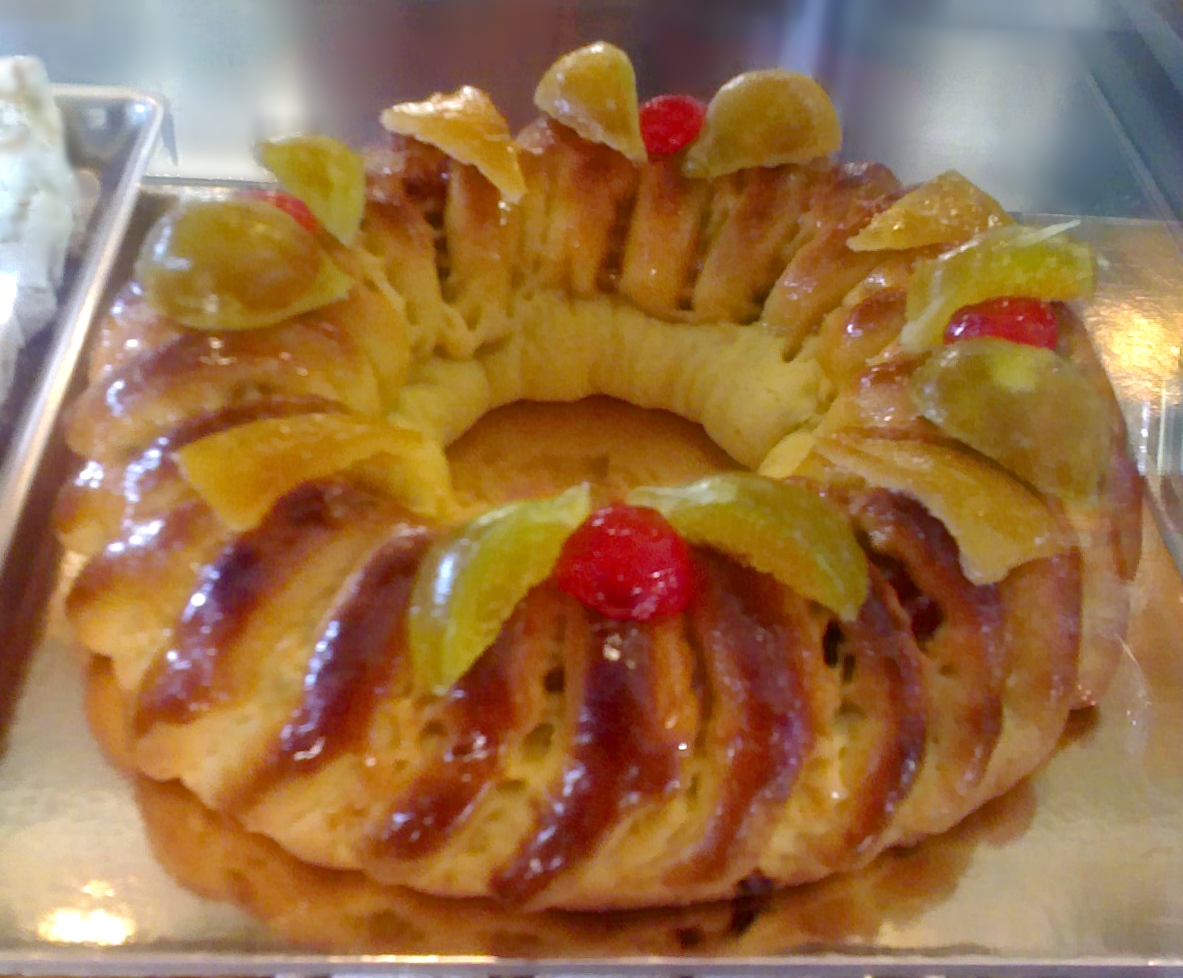
Буччеллато

Буччеллато (итал. buccellato, от лат. buccellatum — «надкусанный») — сицилийский торт в виде кольца. В состав торта входят различные фрукты, как сушёные, так и свежие, а также фисташки, грецкие орехи и миндаль. Традиционно буччеллато на Сицилии ассоциируется с Рождеством.
Аналогичный торт с таким же названием, но с добавлением ещё и аниса является традиционным десертом в итальянском городе Лукка.